# Jason Kingsley
Jonathon Jason Kingsley OBE (født december 1964) er en britisk erhvervsmand, medgrundlægger og direktør for computerspilsfirmaet Rebellion.

## Uddannelse og karriere
Kingsley blev født i Osgathorpe i Leicestershire. Han gik på Loughborough Grammar School og herefter på Wyggeston and Queen Elizabeth I College. Han studerede zoologi på St John's College, Oxford.
I 1992 etablerede Kingsley firmaet Rebellion Developments sammen med sin bror Chris. Firmaet blev siden kendt for sine spilserier Alien vs. Predator og Sniper Elite.
Kingsley er også formand for The Independent Game Developers' Association (TIGA). I 2012 blev han slået til officer i the Order of the British Empire (OBE).
I 2018 lancerede Kingsley en YouTube-kanal kaldet Modern History TV, hvor han skaber, producerer, skriver og præsentere praktisk middelalderhistorie og reenactment sammen med sin bror Chris Kingsley og producer Brian Jenkins, under Rebellion Productions.